# Adam Uriel Czarnkowski
Adam Uriel Czarnkowski armoiries Nałęcz III (pl) (né en 1625, décédé en 1675), est staroste de Międzyrzecz, de Międzyłęż (pl) et d'Osiek.

## Biographie
Il est le fils de Kazimierz Franciszek Czarnkowski, castellan de Poznań, et de sa première épouse, Konstancja, née Lubomirska, fille de Stanisław, voïvode de Cracovie. Il étudie à l'école Nowodworski de Cracovie. En 1647, il achète à la famille Opaliński les starosty de Międzyrzecz et d'Osiek. Cette dernière lui est confiée pour administration par le roi Jean III Sobieski en 1673. Il épouse Teresa d'Otoka Zaleska, fille du castellan de Łęczyca, Remigian. À sa mort, il lègue Osiek à son fils Władysław. Il participe aux batailles contre les Suédois en 1656 sous le commandement de Stefan Czarniecki. Il est membre de l'assemblée de Środa à la Diète de 1659. Après le traité d'Oliva (1660), il sert encore dans le nord-est.
Lors du Sejm d'abdication, en tant que voïvode de Poznań, le 16 septembre 1668, il signe l'acte confirmant l'abdication de Jean II Casimir Vasa.
Sa fille Zofia Anna épouse le castellan de Poznań, Jan Karol Opaliński.